# Franco-Crosti-Lokomotive

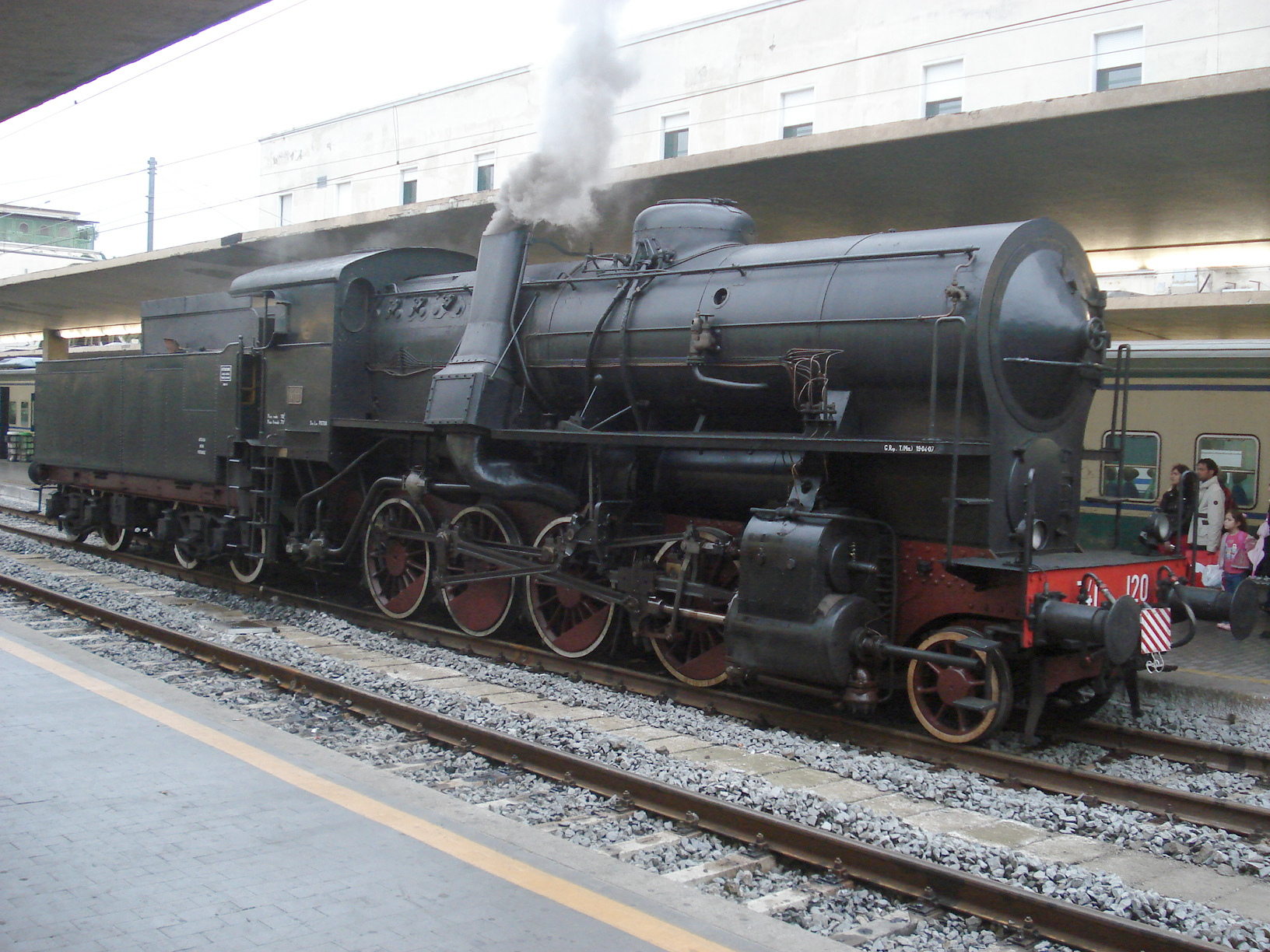
Italienische Franco-Crosti Lokomotive FS 741.120 mit dem charakteristischen seitlichen Schornstein. Unter der Rauchkammer ist der Vorwärmkessel angebracht, der an der zweiten Rauchkammertür vorne zu erkennen ist.

Die Franco-Crosti-Lokomotive war eine Dampflokomotive, deren Besonderheit spezielle Vorwärmkessel waren. Äußerliches Kennzeichen waren ein bis zwei seitlich neben dem Langkessel angebrachte Schornsteine.

## Das Franco-Crosti-Prinzip
Um den recht geringen Wirkungsgrad von max. 10 % der Dampflokomotive zu steigern, entwickelten die italienischen Ingenieure Attilio Franco (1873–1936) und Piero Crosti das nach ihnen beiden benannte Prinzip, mit Rauchgasen das Kesselspeisewasser in zusätzlich angebrachten Vorwärmerkesseln anzuheizen. 

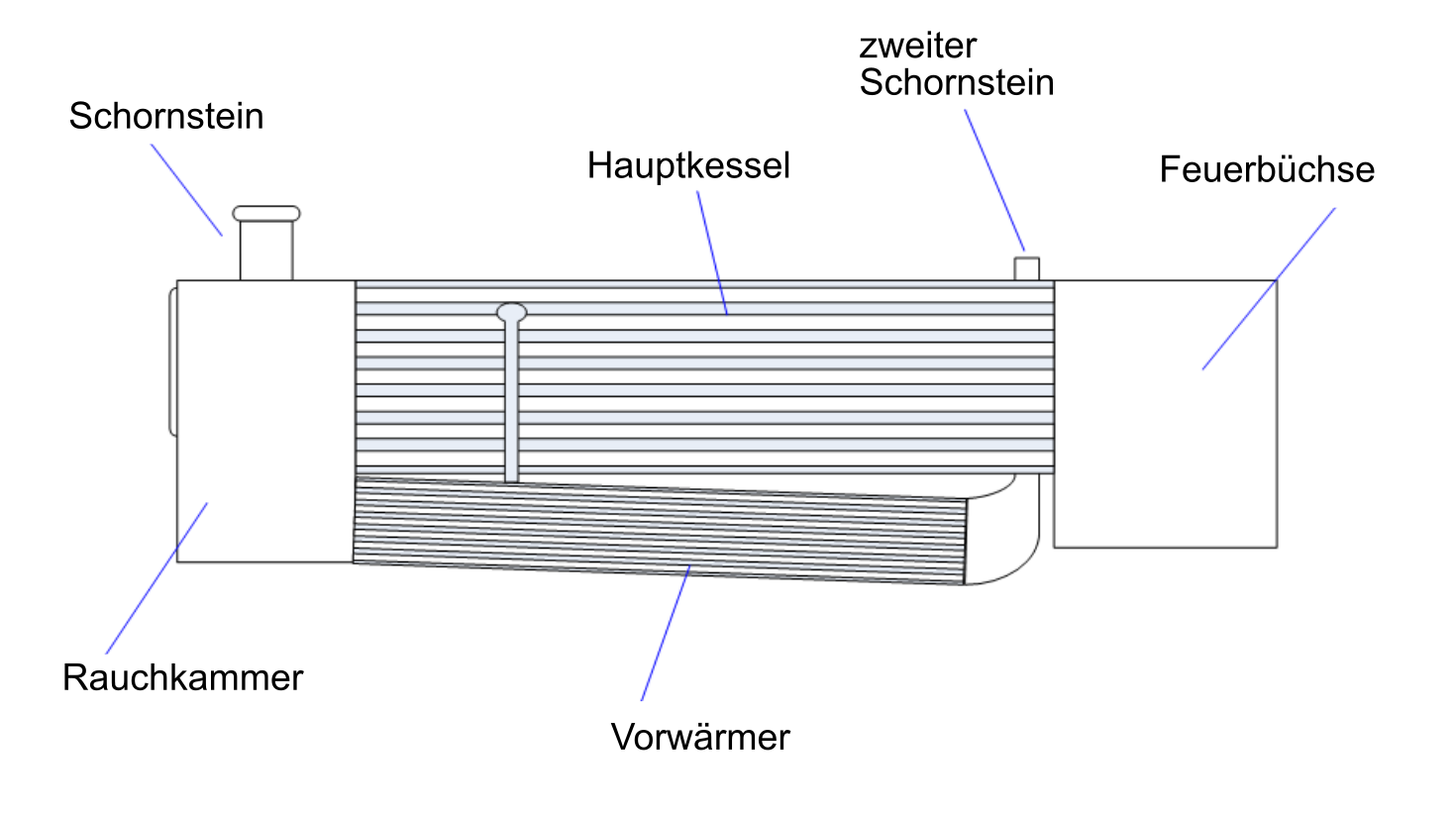
Prinzip des Franco-Crosti-Kessel

Wie bei allen Dampflokomotiven wurden die Rauchgase in der Feuerbüchse erzeugt und von hinten nach vorne durch den Langkessel in die Rauchkammer geleitet, damit Dampf entsteht. Bei der  Franco-Crosti-Lokomotive wurden sie von der Rauchkammer in den Vorwärmerkessel geleitet und nicht wie bei einer gewöhnlichen Dampflokomotive nach der Rauchkammer über den Schornstein ausgestoßen. In der Rauchkammer erfolgte eine Umlenkung der Rauchgase um 180° wieder nach hinten in Richtung Führerstand. Danach erst gelangten die Rauchgase in den Schornstein, der deshalb seitlich angebracht werden musste. Je nach Lokomotive waren ein oder zwei Vorwärmkessel vorhanden, die sich entweder neben oder, wie im Bild, unter dem Langkessel des Fahrzeugs befanden. Diese heizten mit ihren Rauchgasen das Wasser vor, mit dem der Kessel gespeist wurde.
Die Betriebstauglichkeit dieses Prinzips wurde mit der Lokomotive NMBS/SNCB 2096 „Le Mastodont“ nachgewiesen, die 1932 in Belgien als erste Franco-Crosti-Lokomotive gebaut wurde. Später wurden auch vorhandene Lokomotiven nach dem Franco-Crosti-Prinzip umgebaut, die eine Kohleersparnis von 15 % bis 20 % gegenüber den Ursprungstypen erreichten.

## Verbreitung
Außerhalb Europas wurde keine Franco-Crosti-Lokomotive betrieben. Die größte Anzahl dieser Lokomotiven stellte die Ferrovie dello Stato (italienische Staatsbahn, Abkürzung: FS) mit über 200 Stück in Dienst. Darauf folgte die Deutsche Bundesbahn mit zwei Lokomotiven der Baureihe 42.90 und 31 Maschinen der Baureihe 50.40. Die British Rail (staatliche Eisenbahngesellschaft des Vereinigten Königreichs, Abkürzung: BR) betrieb zehn Lokomotiven. Die Red Nacional de los Ferrocarriles Españoles (staatliche Eisenbahn Spanien, Abkürzung: RENFE), Nationale Gesellschaft der Belgischen Eisenbahnen (Abkürzung: NMBS/SNCB) und Iarnród Éireann (Irische Staatsbahn, Abkürzung: IÉ) stellten je eine Lokomotive in Dienst. Zwei in Belgien während des Zweiten Weltkrieges für das Deutsche Reich gebaute Lokomotiven gelangten nach Polen.

## Übersicht der Franco-Crosti-Lokomotiven
| Bezeichnung              | Baujahr    | Hersteller            | Achsfolge           | Bemerkung |
| SNCB 2096 „Le Mastodont“ | 1932       |                       | C1'+1'B1B1'+1'C h8t | 1943 in zwei Lokomotiven geteilt, die 1945 an die Sowjetische Besatzungszone übergingen und in Polen eingesetzt wurden, eine davon bis 1955 in Krakau |
| FS 672                   | 1939       |                       | 2'C                 | Umbau aus FS 670 auf das Franco-Crosti-System; Führerstand vorne |
| FS 683                   | 1940       |                       | 1'D                 | 5 Loks umgebaut aus FS 685, bis 1962 in Betrieb |
| FS 743                   | ab 1940    |                       | 1'D                 | 94 Stück wurden gebaut |
| PKP 0601 und 0602        | ab 1944    |                       | C 1' + 1'C1'        | 2 Stück in Belgien aus Teilen der SNCB 2036 umgebaut. Sie gelangten nach dem Krieg nach Polen und waren bis 1955 in Betrieb. |
| RENFE 140 2438           |            |                       | 1'D                 | Eine Lokomotive umgebaut |
| CIÉ CC1 356              | Umbau 1951 |                       | 1'C                 | Lokomotive wurde mit Torf beheizt |
| DB-Baureihe 42.90        | 1951       | Henschel              | 1'E h2              | ursprünglich Nachkriegs-Neubauten der Baureihe 52, Betriebsnummern 52 893 und 894. Wurden sofort mit Franco-Crosti Abgasvorwärmern ausgerüstet; Eingruppierung in die Stammnummer 42 wegen der durch den Umbau auf 18 t gestiegenen Achslast. 1959 und 1960 ausgemustert. |
| FS 623                   | 1952       |                       | 1'C                 | 35 Loks umgebaut aus FS 625 |
| FS 741                   | ab 1954    |                       | 1'D                 | 81 Lokomotiven gebaut, noch bis Mitte der 70er in Betrieb |
| DB-Baureihe 50.40        | ab 1954    | Henschel, AW Schwerte | 1'E h2              | 31 Loks der BR 50 umgebaut, Kessel von Henschel geliefert, Probelok 50 1412 wurde von Henschel 1954 umgebaut und erst 1958 in 50 4001 umgezeichnet. 50 4011 ausgerüstet mit Ölhauptfeuerung. Loks waren bis 1967 in Betrieb.                                              |
| BR-Standardklasse 9F     | 1955       | Crewe railway works   | 1'E                 | Zehn Lokomotiven (92020 – 92029) wurden als Franco-Crosti Lokomotiven gebaut |